# Джон Константин
Джон Константин (англ. John Constantine, произносится как /ˈkɒnstəntaɪn/) (родился 10 мая 1953) — детектив-оккультист в серии комиксов импринта Vertigo издательства DC Comics. Впервые появился в 37-м выпуске комикса Swamp Thing (июнь 1985). Создатели: Алан Мур, Стив Биссетт, и Джон Тотлбэн. Константин является главным положительным героем в серии комиксов Hellblazer.

## История публикаций
Джон Константин впервые появился 4 февраля 1985 года в серии комиксов ужасов «The Saga of the Swamp Thing», где он исполнял роль «сверхъестественного советника» главного героя.
В этих ранних появлениях Константин изображался как чародей с сомнительными моральными устоями. За основу внешнего вида героя был взят музыкант Стинг, точнее его внешний вид в фильмах «Сера и елей» и «Квадрофения». Алан Мур создал своего персонажа вслед за художниками Стивеном Р. Биссеттом и Джоном Тотлбэном, которые, будучи фанатами группы The Police, хотели нарисовать героя, который выглядел бы как Стинг. Они уже рисовали как минимум одного героя со внешностью Стинга, мимолётную фигуру второго плана в черно-красной полосатой майке, в 25 выпуске «Swamp Thing» (1984). В его ранних появлениях в «Swamp Thing» персонаж имел большое сходство со Стингом, и в выпуске № 51 Константин появился на лодке с названием «Достопочтенный Гордон Самнер» (The Honorable Gordon Sumner) на носу.

## Биография
Джон Константин родился 10 мая 1953 года в Ливерпуле. У него вполне мог быть брат-близнец, но он родился мёртвым из-за преждевременных родов, спровоцированных неудавшимся кустарным абортом (инициатором идеи которого был его отец, за что тот и находится ныне в аду) в результате которого, его мать, Мари Энн, вместе с его близнецом умерли. Отец никак не хотел принять на себя вину за смерть жены и постоянно обвинял в этом сына, из-за чего оба испытывали друг к другу сильнейшую антипатию.

## Силы и способности
Константин — хитрый и опытный оккультист и колдун, обладающий обширным багажом мистических знаний. Именно эти качества помогают ему побеждать. Грубой силой экзорциста одолеть вполне возможно — физическая сила у него такая же, как у среднего человека, но Джон часто использует волшебное оружие и грязные приёмы. Но вообще-то превосходящего противника он предпочитает избегать.
Уровень магических способностей героя зависит от автора истории. Если под крылом Vertigo Джон обычно использует гипноз и тёмные ритуалы для манипулирования демонами, то в трактовке DC его силы более высокие: он может создавать выпивку из воздуха и метать молнии во врагов.
Кровь Константина была испорчена демонами — первоначально переливанием крови от демона Нергала, и позже, в общении с суккубами. Его кровь приобрела свойство заживлять его раны и действовала как защитный механизм.

## Отсылки в других комиксах
В одном из комиксов Эллиса, Planetary, также в седьмом выпуске, описывается Джек Картер, отдалённо напоминающий Джона Константина. В комиксе он сфальсифицировал свою смерть, после чего изменил свою внешность, сбрив волосы на голове и надев длинное чёрное пальто. Когда он раскрывает свою грудь, на ней виднеются татуировки, идентичные тем, которые носит Спайдер Иерусалим, главный герой комикса Трансметрополитен, не хватает лишь татуировки паука на голове и фирменных очков. Став похожим на Иерусалима, персонаж заявляет: «Восьмидесятые давно позади. Пора двигаться дальше. Пора становиться кем-то другим».
В комиксах по мотивам игры Injustice: Gods Among Us Константин присоединяется к Сопротивлению, возглавляемому Бэтменом. Во время схватки Корпуса Синестро и Зелёных Фонарей один из убитых стражей падает на дом его бывшей жены и разрушает его, таким образом убив его прежнюю супругу и её нового мужа, из-за чего Роуз Константин — родная дочь Джона — лишается и матери, и крова над головой. Джон помогает Бэтмену вместе с Доктором Фэйтом и Роугменом поймать нескольких членов Лиги, сражающихся на стороне Супермэна — Робина, Флэша и Рэйвен. Пытаясь одолеть магических союзников Бэтмена, Супермэн заключает сделку со Спектром (который оказался на самом деле Мистером Мксизптлком). Джон предугадал этот ход Супермэна, поэтому ослабил заклинание, сдерживающее Рэйвен, чтобы та смогла позвать на помощью своего отца — Трайгона. Демон и Имп сошлись в схватке, угрожая уничтожить заодно Бэтмена, Супермена и всех, кто сражается с ними заодно. В результате обоих — Трайгона и Мксизптлка — удаётся изгнать за грань реальности, но при этом Доктор Фэйт жертвует собой. Как оказалось, этот магический конфликт был с самого начала спланирован Джоном — убрав Трайгона, он таким образом хотел обезопасить Роуз от нападений демонов (так как Джон задолго до событий комикса успел ещё и помешать Трайгону во время одной из попыток вторгнуться на Землю). На вопрос Бэтмена, кто же он такой, Джон ответил, что он «всего лишь отец, стремящийся защитить свою дочь». После этого Джон и Роуз покидают это измерение.

## Вне комиксов

### Кино
- В 2005 году вышел фильм «Константин: Повелитель тьмы», главную роль в котором исполнил Киану Ривз.
- В марте 2013 Гильермо дель Торо рассказал о планах снять фильм про «Темную Лигу Справедливости». Центральным персонажем «Темной Лиги Справедливости» станет Джон Константин, а компанию ему составят Болотная тварь, Покойник, Джейсон Блад (демон Этриган), Спектр и Затанна. По задумке дель Торо, Константин будет «набирать команду». Также, он не хочет раскрывать происхождение героев с самого начала фильма, поэтому о них зрители будут узнавать по ходу развития сюжета. Так, к примеру, история Джейсона Блада начнется во времена Короля Артура и Мерлина и будет связана с настоящим временем. Когда случится дебют «Темной Лиги Справедливости» на экранах, пока неизвестно[9].
- 24 января 2017 года вышел полнометражный мультфильм «Тёмная лига справедливости» (Justice League Dark). Продюсером проекта стал Джей Олива, создатель «Лига справедливости: Парадокс источника конфликта», «Бэтмен: Нападение на Аркхем» и многих других полнометражных мультфильмов по комиксам. Константина озвучивал Мэтт Райан, актёр, сыгравший этого персонажа в сериале 2014 года.
- Джон Константин присутствует вместе с Затанной в мультфильме «Justice League Action» в 7 серии.
- В 2018 вышел мультсериал Константин: Город демонов, который насчитывал 6 серий. Константина озвучил Мэтт Райан.

### Телевидение
Осенью 2014 года состоялась премьера сериала «Константин». Режиссёрское кресло доверено Нилу Маршаллу, известному по постановке одного из эпизодов «Игры Престолов», а также таким фильмам как «Спуск» и «Центурион». Сценаристами сериала стали исполнительный продюсер «Менталиста» Дэниел Церон и Дэвид С. Гойер. Роль Джона Константина исполнил валлийский актёр Мэтт Райан. 8 мая 2015 года канал NBC закрыл сериал после одного сезона, успев снять 13 серий.
Джон Константин, в исполнении Мэтта Райана, появился в 5 серии 4 сезона телесериала «Стрела». Во флешбэках показано, что Оливер познакомился с ним ещё на Лиань Ю, а в настоящем Оливер просит его помочь вернуть душу Саре Лэнс. Он был одет в такой же костюм, как и в сериале «Константин», а именно в белую рубашку, чёрные брюки и слегка распущенный красный галстук.
Также Джон Константин появился в 9 (кроссовер со «Стрелой»), 10, 15 и 18 сериях 3 сезона сериала «Легенды Завтрашнего Дня». После стал постоянным героем сериала
THR сообщает, что Джон Константин в исполнении Мэтта Райана станет постоянным членом команды «Легенд Завтрашнего дня».
Константин, озвученный Райаном, появляется в эпизоде «Это Болотная тварь» мультсериала «Харли Квинн».
В сериале «Песочный человек» 2022 года, вероятно, представлен в виде Джоанны Константин, которая, по словам сценаристов, является предком Джона. Однако, она имеет аналогичный характер, биографию и причины владения магией, что ввело многих зрителей в заблуждение.

## Отсылки в массовой культуре
- Ангел Кастиэль, персонаж сериала «Сверхъестественное» основан на образе и внешнем виде Джона Константина.[13]
- Образ Константина стал прообразом для персонажа  Данте в перезапуске франшизы Devil May Cry.

## Критика и отзывы
В мае 2011 года Джон Константин занял 29 место в списке 100 лучших героев комиксов по версии IGN